# Борис Ханжековић
Борис Ханжековић (Славонска Пожега, 10. новембар 1916 — 22. април 1945) је био југословенски атлетски репрезентативац. Био је члан атлетске секције ХШК Конкордија у Загребу.
У Загребу је завршио правни факултет.
Био је вишеструки јуниорски првак Југославије у трчању на 100 и 200 м, на 110 м препоне и у трчању штафета 4х100 м и 4х400 m.
Члан је атлетске репрезентације Југославије и рекордер на 110 м препоне, члан је државне штафете 4х400 м, балкански првак и рекордер на 110 м препоне (1938)
После окупације Југославије априла 1941. напушта спортску активност и учествује у НОПу. Због одбијања да наступа за репрезентацију НДХ и везе са партизанима усташе га у јуну 1944. затварају и одводе у Концентрациони логор Јасеновац. Погинуо је у нападу логораша на усташе за пробоја из логора у ноћи 21/22. априла 1945. године.
У помен на угледног спортисту и борца, у Загребу се од 1951. редовно одржава атлетско такмичење „Ханжековићев меморијал“. До 1957. то је био двобој атлетских клубова Младости и Динама из Загреба, а отада значајна међународна атлетка манифестација у Загребу. Такмичење се налази у годишњем календару ЕАА (Европске атлетске асоцијације). Меморијална трка у Ханжековићевој најјачој дисцилини 110 м, сваке године привлаћи посебну пажњу.